# Хираи, Кэн
Кэн Хираи (яп. 平井 堅 Hirai Ken, род. 17 января 1972) — японский ритм-н-блюзовый и поп-певец.
По состоянию на октябрь 2010 года издал 32 сингла и 11 альбомов. Общее число продаж работ музыканта превысило 15 миллионов копий. Хираи один из наиболее успешных R&B-музыкантов Японии.
По данным компании Oricon, его сингл «Hitomi o Tojite» («Закрой глаза») стал самым продаваемым синглом 2004 года в Японии , а сборный альбом Ken Hirai 10th Anniversary Complete Single Collection '95–'05 "Utabaka" — самым продаваемым альбомом 2006 года в Японии.

## Дискография
См. статью «Ken Hirai discography» в английском разделе.

### Альбомы
- Un-balanced (1995)
- Stare At (1996)
- The Changing Same (2000)
- Gaining Through Losing (2001)
- Life Is... (2003)
- Sentimentalovers (2004)
- Fakin' Pop (2008)
- Japanese Singer (2011)